# Ніколя Фуке
Ніколя́ Фуке́, віконт де Мелен і де Во, маркіз де Бель-Іль (фр. Nicolas Fouquet, vicomte de Melun et de Vaux marquis de Belle-Isle; 1615–1680) — французький державний діяч. Син колишнього радника парламенту Франції. Був інтендантом спочатку в провінції Дофіне́, потім при армії в Каталонії і Фландрії, а під час Фронди в Парижі був суперінтендантом фінансів. На цій посаді він допомагав уряду в боротьбі з парламентом, перешкоджав конфіскації майна Мазаріні і сприяв його поверненню до Парижа.

## Державна діяльність

Герб Н. Фуке

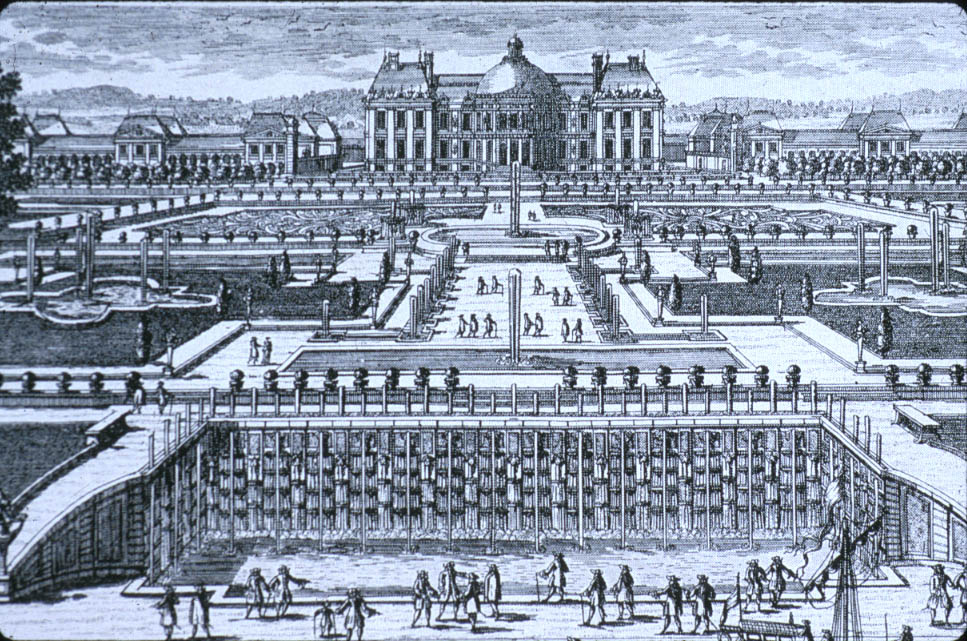
Палац і сад бароко, Во-ле-Віконт в часи Н. Фуке.

У 1650 р. Фуке купив собі посаду головного прокурора при паризькому парламенті. Мазаріні призначив у 1653 р. Фуке суперінтендантом фінансів. Діяльність Фуке на цій посаді ознаменувалася приведенням фінансів в повний розлад і систематичним розкраданням державної скарбниці. Спочатку його стримував інший суперінтендант, Сервієн, але після смерті останнього у 1659 привласнення державних коштів стало нестримним.
Фуке видавав асигнації на сплату з тієї чи іншої статті державних доходів, але з фондів, вже витрачених. Особи, що отримували асигнації, продавали їх за безцінь великим фінансистам, які переводили їх на дійсні фонди й отримували величезні прибутки. Для покриття витрат Фуке часто удавався до позик під великі відсотки, від 20 до 25 %.
Щоб приховати ці відсотки, він у звітах показував цифру запозиченого капіталу вище дійсного. Кредиторами держави, окрім великих фінансистів, були Мазаріні, сам Фуке й інші із кола його друзів. При здаванні податків на відкуп відбувалися страшні зловживання; відкупники зобов'язані були сплачувати щорічну пенсію не тільки самому Фуке, але і його коханкам і наближеним людям.
З 1654 р. Фуке перестав вести відомість отримуваних доходів, витрачаючи величезні суми на споруди, святкування, коханок і шпигунів. У містечку Во-ле-Віконт він збудував собі прекрасний палац і запровадив там такий спосіб життя, який згодом буде відтворено у Версалі Людовиком XIV в розквіті його могутності. Його оточували художники і письменники, яких він часто підтримував як меценат (Мольєр, Андре Ленотр , Луї Лево, Шарль Лебрен, Жан Лафонтен та ін.).
Добрі взаємини між Фуке і Мазаріні зіпсулися наприкінця життя кардинала. Фуке почав готувати собі шлях до влади на випадок смерті Мазаріні але разом з тим приймав заходи проти можливого переслідування. Він купив острів Бель-Іль і почав перетворювати його на неприступну фортецю; тоді ж Фуке склав для своїх прихильників план опору на випадок його арешту. При дворі він смітив грошима і створив свою власну партію. Він також підкуповував духівника королеви-матері і цим привернув її на свій бік; навіть пробував підкуповувати і духівника самого короля.
Кардинал Мазаріні перед смертю, коли рекомендував Людовикові XIV Кольбера, мабуть, порадив королеві позбутися Фуке. Фуке посилав королеві фінансові відомості, зменшуючи цифри витрат і збільшуючи цифри доходів, і не підозрював, що король разом з Кольбером ретельно перевіряє ці відомості. Доля Фуке була вде вирішена; але його, як генерального прокурора, судити міг лише парламент і тому віддання його під суд могло закінчитися виправданням. Кольбер, проте, умовив Фуке продати посаду прокурора, а отриману суму піднести королеві, щоб зміцнити його прихильність до себе.

## Арешт і заслання

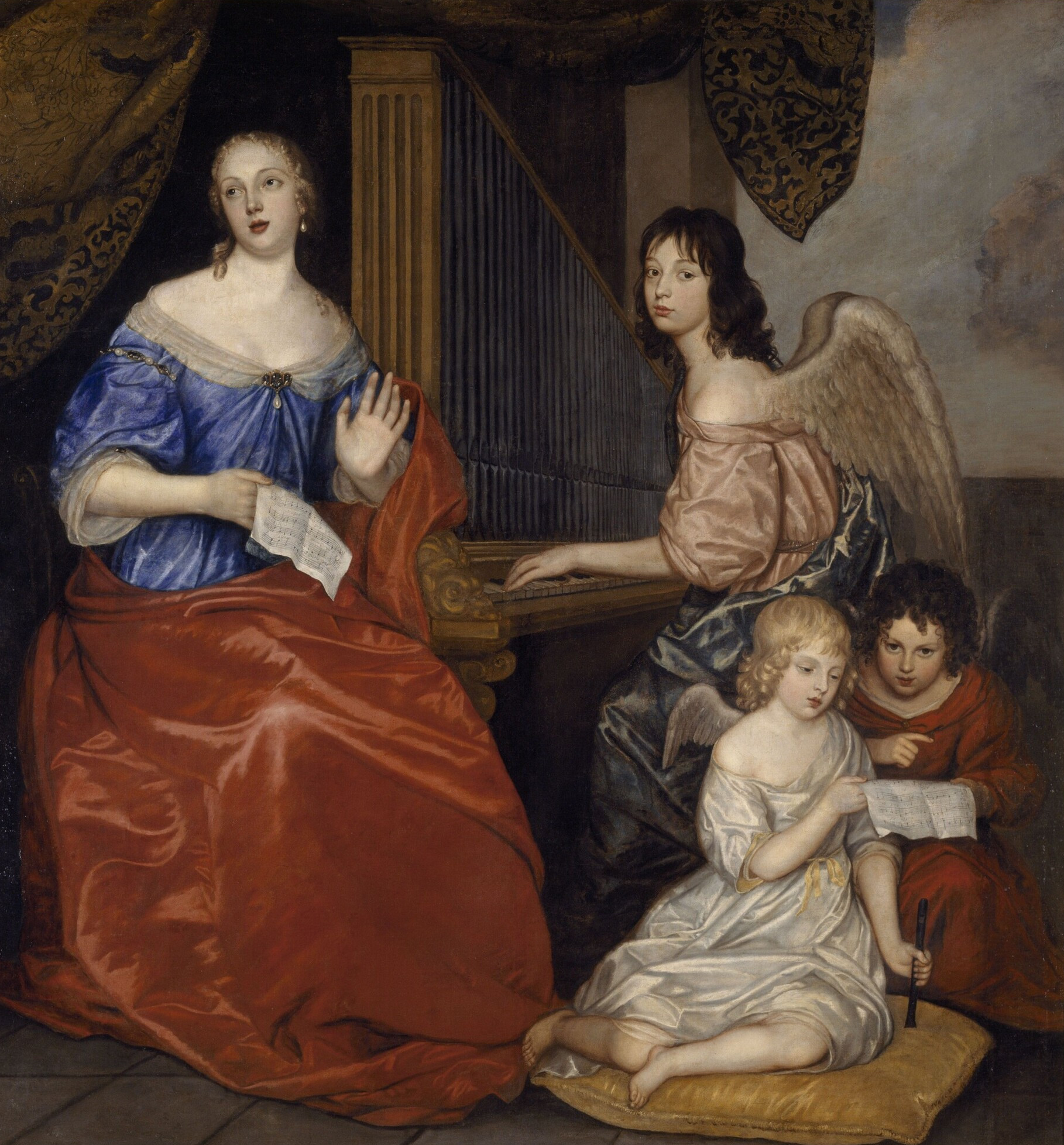
Худ. Пітер Лелі, Луїза де Лавальєр

Коли ж Фуке вже не мав посади прокурора Людовик XIV вирішив заарештувати Фуке під час святкувань, що він влаштував на честь короля у Во, але арешт, на прохання Анни Австрійської, було відкладено. Рішучість короля, крім переконання у вині Фуке, посилювалася і особистою неприхильністю до нього — він також ображав почуття короля надмірною пишністю і до того ж мав необережність залицятися до фаворитки короля Луїзи де Лавальєр, до якої король ставився надзвичайно прихильно, майже як до неофіційної дружини. Король поїхав до Нанта, і Фуке супроводжував його. 5 вересня 1661 року він за звичаєм був присутній на королівській раді, але при виході з ради був заарештований лейтенантом мушкетерів Шарлем д'Артаньяном і відвезений у Венсенський замок, а звідти (у 1663) до Бастилії.
Його майно було опечатане, і замок Бель-Іль здався королівським військам без опору. Серед паперів, знайдених у Фуке, була скринька із величезною кількістю листів, що відкрили перед королем всю мережу придворних інтриг і план опору. Тому найближчі співробітники і прихильники Фуке теж були заарештовані і притягнені до відповідальності, родичі і друзі — віддалені від двору.
Процес Фуке тягнувся три роки. Суддів призначив сам король; головну роль серед них грали закляті вороги Фуке — Сег'е і Талон. Суспільство спочатку було в захваті від арешту Фуке, але тривалість процесу і упередженість ворогів Фуке схилили мало-помалу громадську думку на його користь. Родичі і друзі прагнули добитися королівського помилування, проте король залишався непохитним. У грудні 1664 року зачитали вирок: більшістю 13 голосів, проти 9 — подали голос за страту, Фуке було засуджено до вічного вигнання і конфіскації майна. Король вважав вирок дуже м'яким і замінив вічне вигнання довічним засланням.
Фуке відвезли в замок Піньєроль, де він й прожив останні 15 років свого життя. Його утримували у дуже суворих і прикрих умовах: не дозволяли писати, забороняли будь-які стосунки з людьми і навіть прогулянки. Тільки у 1672 р. його доля стала трохи легшою: у 1679 йому вперше було дозволено побачення з дружиною і дітьми. У 1680 король готовий був вже навіть дозволити йому поїхати для покращення здоров'я на лікування, коли була отримана звістка про його смерть.

## Художні твори, де згадується Фуке
- «Три мушкетери» — роман Александра Дюма, написаний у 1844.
- Роман «1661», Ів Жего, Дені Лепе
- Художній фільм «Залізна маска» (Франція, 1962);
- Художній фільм «Людина в залізній масці» (США, Велика Британія, 1998);
- Художній фільм «Королева і кардинал» (Франція, 2009);
- Художній фільм «Король, білка і вуж» (Франція, 2009);

## Цікаво
Часто згадують «маятник Фуке», що його винайшов Жан Бернар Леон Фуко.